# Association of MBAs
Die Association of MBAs (kurz: AMBA) ist eine britische Akkreditierungsinstitution mit Sitz in London, Vereinigtes Königreich. Sie bietet eine Mitgliedschaft, der rund 2 % aller Business Schools weltweit in 75 Ländern folgen. Ihr Ziel ist es, besonders hochwertige Master of Business Administration (MBA) und Doctor of Business Administration (DBA)-Abschlüsse hervorzuheben. Zusammen mit der EQUIS-Akkreditierung aus Europa und der AACSB-Akkreditierung aus den USA bezeichnet man die AMBA-Akkreditierung als "Triple Crown" (deutsch: Dreierkrone). Dies soll die besondere Qualität von Lehre und Forschung einer jeden Business School hervorheben, die alle drei Auszeichnungen trägt.

## Geschichte

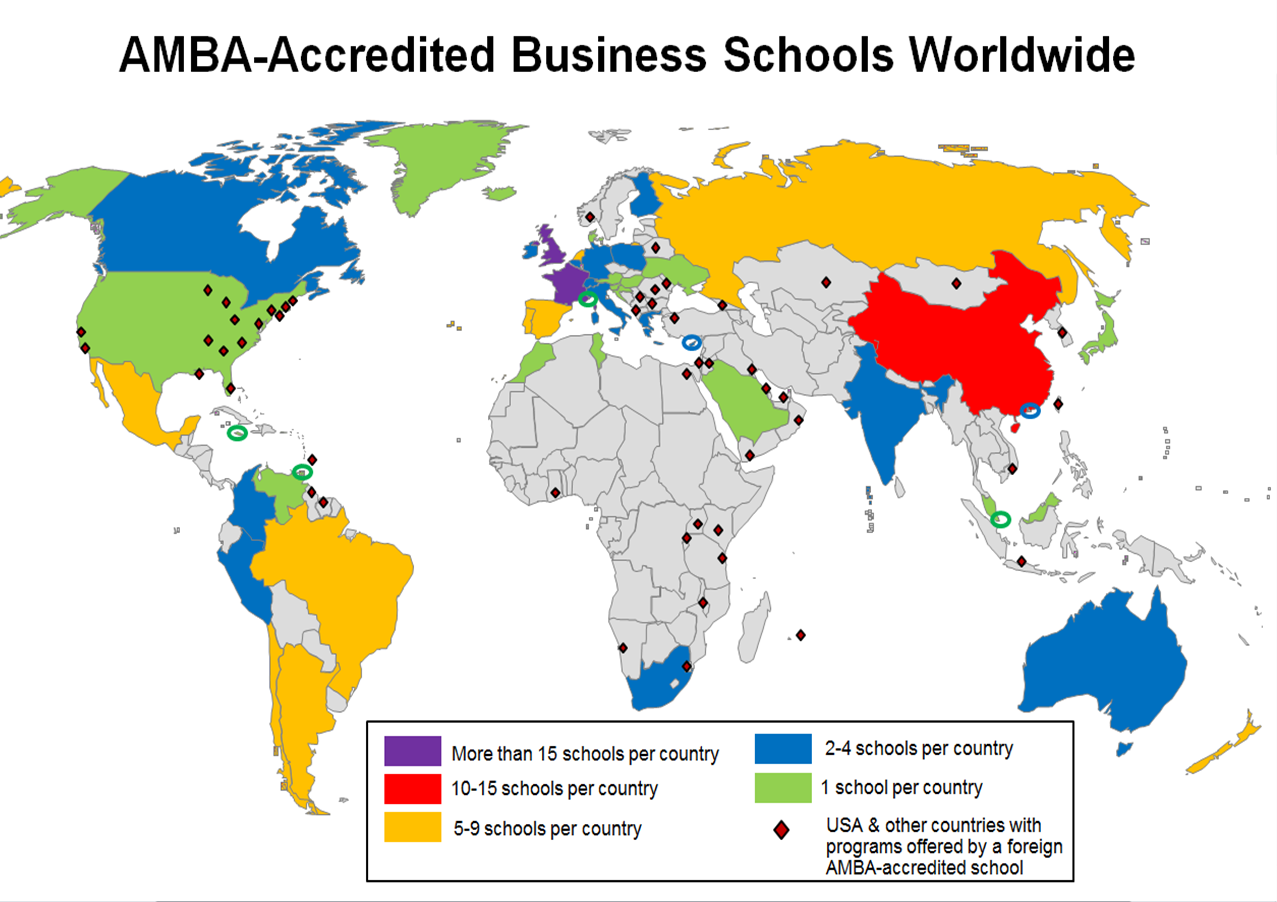
AMBA-akkreditierte Business Schools Worldwide

Die Organisation wurde am 24. November 1976 in London von acht britischen Wirtschaftshochschulabsolventen als Business Graduates Association (BGA) gegründet. Ihnen fiel auf, dass der bis dahin fast nur in Amerika verliehene wirtschaftswissenschaftliche Abschluss MBA nur in den USA zu einer deutlichen Gehaltssteigerung der Absolventen führten, obwohl hochwertige MBA-Abschlüsse auch in Europa immer häufiger wurden. 1971 betrug das durchschnittliche Jahresgehalt eines britischen Business School Absolventen 3.213 £ und damit halb so viel wie das eines amerikanischen Hochschulabsolventen. Um die auch in Europa hohen Standards der BWL-Ausbildung hervorzuheben und Anforderungen zu dokumentieren, veröffentlichte die BGA 1972 ihren ersten "Guide to Business Schools", der 80 Universitäten miteinander verglich. Diese führten auch Hochschulen in Israel, Südafrika, Hongkong, Iran und Irland auf. Dort hatte das University College Dublin bereits 1964 seinen ersten MBA-Studiengang begonnen.
Ab den 1980er Jahren galt der MBA Studiengang auch in Europa an immer mehr Wirtschaftshochschulen als Vorzeigeabschluss. Die BGA änderte infolge ihren Namen in Association of MBAs (AMBA) und fokussierte sich anstatt auf die Auflistung von Universitäten auf die Akkreditieren von MBA-Programmen. Mit Stand 2017 hat die AMBA nunmehr 260 Business Schools akkreditiert und 28.000 Studenten und Absolventen als Mitglieder.

## Ausblick
Die AMBA-Gesellschaft hat laut ihren Jahresabschlüssen keine komfortable, finanzielle Situation. Auch wenn der Einfluss einer AMBA-Akkreditierung für Universitäten groß sein mag, so drückt sich dies nicht in operativen Gewinnen aus. Im Geschäftsjahr 2020 hatte die AMBA lediglich 2,92 Mio. £ Umsatz bei 8.442 £ Gewinn. Im Vorjahr betrug der Verlust 48.451 £. Es handelt sich also um kein profitables Unternehmen, das Gewinn aus seiner Marktstellung schlagen kann.
Es gibt zudem Gegenbewegungen zur AMBA und dem MBA insgesamt an europäischen Spitzen-Universitäten: In einem vielbeachteten Schritt hat die ESCP Business School aus Paris, das älteste Grande école der trois Parisiennes, sich 2020 nicht mehr um eine Verlängerung der AMBA-Akkreditierung beworben, sondern ihren MBA-Studiengang stattdessen durch die europäische EFMD zertifizieren lassen. Das King’s College London bietet zudem seit einigen Jahren gar keinen MBA-Abschluss mehr an und begründet dies mit mangelnder Nachfrage.

## Weiterführendes
- Association to Advance Collegiate Schools of Business - AACSB
- European Quality Improvement System - EQUIS
- Foundation for International Business Administration Accreditation - FIBAA
- Triple Crown (Hochschulakkreditierung)